# Scott et Cie
Scott et Cie war ein französischer Hersteller von Automobilen.

## Unternehmensgeschichte
Das Unternehmen aus Paris begann 1912 mit der Produktion von Automobilen. Der Markenname lautete Scott. Im gleichen Jahr endete die Produktion bereits wieder.

## Fahrzeuge
Im Angebot standen zwei Modelle. Der 15 CV verfügte über einen Vierzylindermotor mit 2120 cm³ Hubraum. Im größeren 20 CV sorgte ein Vierzylindermotor mit 3770 cm³ Hubraum für den Antrieb.